# 科洛西姆號列車
科洛西姆号（英語：Colosseum）是曾运行于意大利首都罗马至该国北部城市米兰以及德国法兰克福间一班长途列车所使用的名称，由意大利国家铁路及德国联邦铁路先后在1984年至1997年间开行。其命名源自罗马城内的科洛西姆，即通称的罗马斗兽场。列车自开行以来曾分别被纳入全欧快车、城际列车及欧城列车等类别，直至1997年停运。

## 全欧快车
科洛西姆号是作为全欧快车（TEE）方块七号的继任列车按相同的线路和时刻表运营，但原本使用的ETR300型电联车则被替换为由电力机车牵引的客车车厢编组。由于方块七的名称被普遍与ETR300型电联车关联在一起，长期被视作罗马－米兰间全欧快车服务的代名词，为了消除这一影响，自1984年6月3日起，已更换车辆但维持原时刻运行的全欧快车服务被改名为科洛西姆号。科洛西姆号采用意大利国家铁路E444型电力机车担当牵引本务，客车车厢则使用此前运用于另一班全欧快车亚得里亚号的意大利大舒适型车厢。经过三年的全欧快车服务，科洛西姆号在1987年转变为搭载两舱车厢等级的城际列车（IC）类别。
| 69次 | 69次  | 停靠站   | 68次  | 68次 |
| 里程 | 时刻  | 停靠站   | 时刻  | 里程 |
| ---- | ----- | -------- | ----- | ---- |
| 0    | 07:50 | 米兰     | 13:40 | 630  |
| 218  | 09:37 | 博洛尼亚 |       | 412  |
| 314  | 10:44 | 佛罗伦萨 |       | 316  |
| 630  | 13:25 | 罗马     | 07:55 | 0    |

## 欧城列车
1989年5月28日，科洛西姆号的运行线路向北延伸至德国的法兰克福始发及终到，从而升级为国际性质的欧城列车类别。其客车车厢此时由德国联邦铁路提供。随着汉诺威-维尔茨堡高速铁路在1991年建成通车，德国的城际快车（ICE）开始运营。这意味着包括欧城列车在内的长途列车服务需要进行重组。乘客在巴塞尔以北前往法兰克福可以搭乘城际快车，但在莱茵河中上游流域以北则不提供高速列车服务，同时欧城列车的服务尚未增加。乘客从米兰前往德国可以搭乘另一班欧城列车威尔第号，但该列车并不通达米兰以南地区。科洛西姆号在这一时期的路线被缩短为罗马－巴塞尔间运行，直至1997年5月31日。自1997年6月1日起，齐萨尔皮诺在米兰－巴塞尔间开行了具有摆式功能的ETR470型电联车，并就此取代了欧城列车科洛西姆号。

## 脚註
1. ↑  Mertens & Malaspina 2007，第400頁.
2. ↑  Hajt 2001，第120頁.
3. ↑  Mertens & Malaspina 2007，第401頁.